# Fedrus
Fedrus, właśc. najprawdopodobniej Gaius Iulius Phaedrus, od gr. Phaidros (ur. 15? p.n.e., zm. 50? n.e.) – poeta rzymski pochodzenia greckiego, twórca pierwszego łacińskiego zbioru bajek. Na temat życia wiemy niewiele, daty urodzin i śmierci są hipotetyczne.

## Życiorys
Wszystkie informacje dotyczące życia Fedrusa pochodzą z jego własnej twórczości i często podawane są w wątpliwość jako kreacja literacka.
Według jego własnych słów Fedrus urodził się w rzymskiej prowincji Macedonii i był rodowitym Macedończykiem (Pieria, Olimp):
| Ego, quem Pierio mater enixa est iugo, in quo Tonanti sancta Mnemosyne Iovi, fecunda novies, artium peperit chorum, |  | U stóp Olimpu matka mnie powiła, gdzie Mnemozyna, władcy gromów miła, i Muz sztuk dziewięć też na świat wydała. |
| |  | Księga 3, prolog 17-19                                                                                          |

W innym miejscu podaje natomiast, że ojczyzną jego jest Tracja:
| Si Phryx Aesopus potuit, si Anacharsis Scythes aeternam famam condere ingenio suo, ego litteratae qui sum proprior Graeciae, cur somno inerti deseram patriae decus, Threissa cum gens numeret auctores suos, Linoque Apollo sit parens, Musa Orpheo, qui saxa cantu movit et domuit feras Hebrique tenuit impetus dulci mora? |  | lecz skoro Ezop w literackim trudzie i Anacharsis sławę zdobywali, skoro do Grecji nie mam od nich dalej, czemużbym nie miał pisać dla ojczyzny? I Tracy dumni są też ze spuścizny: sławy Linusa, dziecka Apollina, i Orfeusza, pięknej Muzy syna. Jego pieśń bestiom zamyka powieki łzy ze skał toczy, wstrzymuje bieg rzeki. |
| |  | Księga 3, prolog 52-59 |

W nieznanych nam okolicznościach został niewolnikiem na dworze cesarskim. Informacja ta pochodzi z tytułu jego dzieł, znajdującym się w jednym z manuskryptów z IX w. n.e. (Codex Pithoeanus): Phaedri Augusti liberti fabularum aesopiarum libri (tłum. Księgi bajek ezopowych Fedrusa wyzwoleńca cesarza). Stąd zakłada się również, iż prawdopodobnie testamentem Augusta (być może Oktawiana) został wyzwolony i otrzymał obywatelstwo rzymskie.
Dokładne daty twórczości Fedrusa pozostają nieznane. Terminus post quem jego twórczości ustala się na rok 43 n.e., w którym Seneka wydał dzieło O pocieszeniu do Polibiusza, w którym podaje, iż Rzymianie nie mają łacińskiego odpowiednika bajek ezopowych (Consol.Polyb. 8,3). Pierwszy zbiór Fedrusa musiał zatem powstać po tej dacie.
Fedrus zapewne na tle swej twórczości popadł w jakiś konflikt z dworem cesarskim, zwłaszcza z prefektem pretorianów Sejanem. Oprócz problemów natury prawnej uskarżał się również na krytykę ze strony środowiska literackiego i na brak popularności. Jego imię w historii literatury antycznej pojawia się jedynie raz, w twórczości Marcjalisa (Epigr. 3,20,5), który odwołuje się do „żartów” Fedrusa-bajkopisarza.

## Twórczość
Fedrus pisał po łacinie. Pozostawił po sobie zbiór pięciu ksiąg bajek pisanych senarem jambicznym. Utwory w części stanowią łacińską wersję bajek Ezopa, w większości jednak są oryginalnymi dziełami Fedrusa.
Ocalały zbiór bajek Fedrusa liczy 123 utwory i jest zgodnie uznawany za niekompletny. Z tej liczby 93 bajki znaleźć można w rękopisach istniejących do naszych czasów, dodatkowe 30 natomiast znajduje się w tzw. Appendix Perottina, antologii bajek Ezopa, Awiana i Fedrusa sporządzonej w XV wieku przez Niccolò Perottiego. Korzystał on z rękopisu nam nieznanego, który to rękopis był najwyraźniej bardziej kompletny niż inne.

## Budowa bajek
Budowę fabuły bajek Fedrusa można sprowadzić do prostego schematu, w którym wynik spotkania i starcia pomiędzy bohaterami utworu zależy od rozkładu sił (fizycznych i/lub intelektualnych) pomiędzy bohaterami. W zbiorze znajdują się utwory bardzo krótkie (min. 4 wersy), jak i bardzo długie (ponad 50 wersów). Większość opatrzona jest mottem lub morałem na początku (promythium) lub na końcu utworu (epimythium). Poszczególne księgi zaczynały się osobistym prologiem i/lub dedykacją, a kończyły epilogiem (część zaginęła).
Poniżej znajduje się przykładowa bajka z opisem budowy:
| XII. Cervus ad Fontem | 12. Jeleń nad rzeką | |
| --- | --- | --- |
| Laudatis utiliora quae contempseris, saepe inveniri testis haec narratio est. | Często te rzeczy przez nas pogardzane bardziej nam służą niż te wychwalane. | Motto |
| Ad fontem cervus, cum bibisset, restitit, et in liquore vidit effigiem suam. Ibi dum ramosa mirans laudat cornua crurumque nimiam tenuitatem vituperat, venantum subito vocibus conterritus, per campum fugere coepit, et cursu levi canes elusit. Silva tum excepit ferum; in qua retentis impeditus cornibus lacerari coepit morsibus saevis canum. Tum moriens edidisse vocem hanc dicitur: | Jeleń nad rzeką zajęty był piciem, gdy w wodzie nagle ujrzał swe odbicie. Podziwia, chwali olbrzymie poroże, nóżek zbyt chudych znieść jednak nie może. Spłoszony nagle myśliwych głosami, przemierza pole szybkimi susami – daleko w tyle została psów chmara, jeleń w las czmycha… wtem w leśnych konarach rogi zaplątał. Tak skończył ucieczkę, a psy go kłami pocięły na sieczkę, lecz zanim skonał, te słowa powiedział: | Schemat fabuły: Starcie jeleń nogi → szybkość poroże → zbędny ornament psy gończe szybkie i silne w grupie Wynik Wygrana psów, śmierć jelenia |
| 'O me infelicem, qui nunc demum intellego, utilia mihi quam fuerint quae despexeram, et, quae laudaram, quantum luctus habuerint’. | „O, ja nieszczęsny, gdybym wcześniej wiedział, jak to przydatne, czym przedtem gardziłem, jakże to zgubne, czym się tak chwaliłem!”. | Morał |

## Manuskrypty
Znana jest jedynie niewielka liczba rękopisów z dziełami Fedrusa. Współczesny zbiór przekazuje utwory z manuskryptów:

### Codex Pithoeanus (Pierpont Morgan M 906)
Opublikowany w 1596 r. przez Petrusa Pithoeusa (Pierre Pithou), zawiera pięć ksiąg. Rękopis ten pochodzi z wieku IX, pisany jest karolińską minuskułą bez podziału na wersy i stanowi podstawę wszystkich współczesnych wydań krytycznych.

### Codex (Sancti Remigii) Remensis (Reims)
To kodeks bliźniaczo podobny do kodeksu P. Zginął w pożarze klasztoru w roku 1774.

### P. Danielis Schedae(cartula) (Watykan, Codex Reg.Lat. 1616)
Zachowany manuskrypt, znany także jako Fragmenta Vaticana, pochodzi z przełomu IX i X w. z biblioteki w St.-Benoit-sur-Loire we Francji. Cartula zawiera 8 bajek z księgi 1., spisanych w wersach z nowymi tytułami, różniącymi się od tytułów w manuskrypcie P.

### Codex Perottinus (Codex NeapolitanusIV F 58)
To manuskrypt Nicolai Perottiego, biskupa Siponto (Włochy), zawiera 32 bajki z ksiąg 2–5 (2,6–epilog; 3,1–8. 10–19; 4,21–23. 25–26; 5,1–5) wraz z 32 wcześniej nieznanymi utworami przypisywanymi Fedrusowi, które znane są dziś jako zbiór pod nazwą Appendix Perottina.

## Recepcja
Od IX w. n.e. zbiór Fedrusa popadł w zapomnienie i został zastąpiony prozatorskimi wersjami, które przetrwały do dzisiejszych czasów pod nazwą Romulus, i które cieszyły się ogromną popularnością. Trudno zatem w przypadku Fedrusa mówić o prostej recepcji, jednak lista autorów, którzy tworzyli podobne bajki lub nawet utwory o tej samej treści rozciąga się poprzez całą nowożytność. Do najbardziej znanych autorów należą La Fontaine, Goethe i Kryłow. W średniowiecznej Francji przekłady utworów Fedrusa znajdowały się w zbiorach bajek nazywanych isopet .
W Polsce na Fedrusie (i innych bajkopisarzach antycznych) wzorowali się też Biernat z Lublina, Stanisław Trembecki, Franciszek Dionizy Kniaźnin, Adam Mickiewicz czy nawet Henryk Sienkiewicz.

## Wybrane wydania tekstu
- Phaedri Aug[usti] liberti Fabularum Aesopiarum libri V, nunc primum in lucem editi, [Petrus Pithoeus], Augustobonae Tricassium [Troyes], 1596 (editio princeps).
- Phaedri Fabulae Aesopiae cum Nicolai Perotti prologo et decem novis fabulis, edited by J.P. Postgate, Oxford 1919.
- Babrius and Phaedrus, Fables, newly edited and translated into English, together with an historical introduction and a comprehensive survey of Greek and Latin fables in the Aesopic tradition, by B.E. Perry, Cambridge 11965 („Loeb Classical Library” 436; reprinty: 1984, 1990).
- Phaedrus, Fabeln, herausgegeben und übersetzt von E. Oberg, Zürich 1996.

## Polskie przekłady
- Fedra Augustowego wyzwoleńca Bajki wybrane po łacinie, po polsku, po francusku. Lwów 1767. (tłum. Jan Potocki (kasztelan lwowski) najprawdopodobniej pseudonim Grzegorza Piramowicza)[4]
- Swoboda, M., „Dwa muły i rozbójnicy [tyt. oryg. Muli duo et latrones], II 7”, [w:] „Meander” 13(1958), 5, s. 187; „Osioł i lew na polowaniu [tyt. oryg. Asinus et leo venantes], I 11”, [w:] tamże, 7–8, s. 298.
- Fedrus, wyzwoleniec Augusta, Bajki ezopowe, przełożył i opracował P. Gruszka, Gdańsk 1999.
- Fedrus, Bajki, przełożyła, wstępem i przypisami opatrzyła Joanna Stadler, Wrocław 2015.